# 46 Dywizja Strzelecka (ZSRR)
46 Dywizja Strzelecka (ros. 46-я стрелковая дивизия) – związek taktyczny piechoty Armii Czerwonej.
W czerwcu 1941 roku pod dowództwem płk. A.A. Fiłatowa w składzie 32 Korpusu Strzeleckiego, 16 Armii Odwodowej.

## Dowódcy dywizji
- płk A.A. Fiłatow
- gen. Siemion Borszczew[1]

## Struktura organizacyjna
W jej skład wchodziły: 
- 176 Pułk Strzelecki
- 314 Pułk Strzelecki
- 340 Pułk Strzelecki
- 93 Pułk Artylerii
- (-) Pułk Artylerii,
- batalion przeciwpancerny,
- batalion artylerii przeciwlotniczej,
- batalion zwiadu,
- batalion saperów
- inne służby.